# Státní svátky Itálie
Toto je seznam státních svátků Itálie. Kromě státních (celonárodních) svátků jsou v Itálii slaveny také lokální svátky svatých patronů (italsky festal del santo patrono). Jako svátek a den pracovního klidu je chápána také každá neděle.
| Datum        | Český název                     | Místní název                             | Poznámka                               |
| ------------ | ------------------------------- | ---------------------------------------- | -------------------------------------- |
| 1. ledna     | Nový rok                        | Capodanno                                |                                        |
| 6. ledna     | Epifanie                        | Epifania                                 |                                        |
| proměnlivé   | Velikonoční pondělí             | Lunedì dell'Angelo, Pasquetta            |                                        |
| 25. dubna    | Den osvobození                  | Festa della Liberazione                  | Osvobození Itálie za 2. světové války  |
| 1. května    | Svátek práce                    | Festa del Lavoro, Festa dei Lavoratori   |                                        |
| 2. června    | Den republiky                   | Festa della Repubblica                   | Založení Italské republiky v roce 1946 |
| 15. srpna    | Nanebevzetí Panny Marie         | Ferragosto, Assunzione della B. V. Maria |                                        |
| 1. listopadu | Slavnost Všech svatých          | Tutti i Santi                            |                                        |
| 8. prosince  | Neposkvrněné početí Panny Marie | Immacolata Concezione della B. V. Maria  |                                        |
| 25. prosince | První svátek vánoční            | Natale                                   |                                        |
| 26. prosince | Svátek Svatého Štěpána          | Santo Stefano                            |                                        |